# تعلم تجريبي
التعلم التجريبي (بالإنجليزية: Experiential learning)‏ هو عملية التعلم من خلال الخبرة، ويُعرَّف بشكل أضيق بأنه "التعلم من خلال التفكير في الفعل". يمكن أن يكون التعلم العملي شكلاً من أشكال التعلم التجريبي، ولكنه لا ينطوي بالضرورة على تفكير الطلاب في منتجهم. يختلف التعلم التجريبي عن التعلم التقليدي أو التعليمي، حيث يلعب المتعلم دورًا سلبيًا نسبيًا. وهو مرتبط بأشكال أخرى من التعلم النشط، مثل التعلم بالعمل، والتعلم بالمغامرة، والتعلم بالاختيار الحر، والتعلم التعاوني، والتعلم بالخدمة، والتعلم الواقعي، ولكنه ليس مرادفًا لها.